# Benjamin Britten: The Turn of the Screw
Benjamin Britten The Turn Of The Screw, Op. 54 (Opera z prologiem w 2 aktach) – podwójny album koncertowy z nagraniem opery angielskiego kompozytora Benjamina Brittena z 1954 r. pt. „Obrót śruby” (albo „W kleszczach lęku”), wykonanej pod batutą Łukasza Borowicza, wydany 25 września 2015 przez Dux we współpracy z Narodowym Instytutem Audiowizualnym oraz Ambasadą Stanów Zjednoczonych w Polsce. Płyta uzyskała nominację do Fryderyka 2016 w kategorii Album Roku Muzyka Chóralna, Oratoryjna i Operowa.

## Lista utworów

### CD1
1. The Prologue	3:48
2. Theme	1:00
3. Scene 1: The Journey (Governess)	2:14
4. Variation I	0:34
5. Scene 2: The Welcome (Governess, Mrs. Grose, Miles, Flora)	3:14
6. Variation II	0:40
7. Scene 3: The Letter (Governess, Mrs. Grose, Miles, Flora)	2:46
8. Variation III	1:35
9. Scene 4: The Tower (Governess, Quint)	3:37
10. Variation IV	0:26
11. Scene 5: The Window (Governess, Mrs. Grose, Miles, Flora, Quint)	9:17
12. Variation V	1:04
13. Scene 6: The Lesson (Governess, Miles, Flora)	4:02
14. Variation VI	1:10
15. Scene 7: The Lake (Governess, Miles, Flora)	5:10
16. Variation VI	1:10
17. Scene 8: At Night (Governess, Mrs. Grose, Miles, Flora, Quint, Miss Jessel)

### CD2
1. Variation VIII	3:41
2. Scene 1: Colloquy and Soliloquy (Governess, Quint, Miss Jessel)	4:30
3. Variation IX	0:45
4. Scene 2: The Bells (Governess, Mrs. Grose, Miles, Flora)	7:24
5. Variation X	0:38
6. Scene 3: Miss Jessel (Governess, Miss Jessel)	5:55
7. Variation XI	1:27
8. Scene 4: The Bedroom (Governess, Miles, Quint)	5:02
9. Variation XII	1:22
10. Scene 5: Quint (Quint);10	0:51
11. Variation XIII;11	1:08
12. Scene 6: The Piano (Governess, Mrs. Grose, Flora);12	3:18
13. Variation XIV;13	0:37
14. Scene 7: Flora (Governess, Mrs. Grose, Flora, Miss Jessel);14	3:49
15. Variation XV;15	0:42
16. Scene 8: Miles (Governess, Mrs. Grose, Miles, Quint);16	12:23

## Wykonawcy
- tenor Eric Barry (Peter Quint)
- sopran Emily Workman (Guwernantka)
- sopran Kathleen Reveille (Miss Jessel)
- sopran Diana Montague (Mrs. Grose)
- sopran Rosie Lomas (Flora)
- dyszkant Dominic Lynch (Miles)
- Maria Machowska (I skrzypce)
- Krzysztof Bąkowski (II skrzypce)
- Katarzyna Budnik-Gałązka (altówka)
- Rafał Kwiatkowski (wiolonczela)
- Tomasz Januchta (kontrabas)
- Krzysztof Malicki (flet)
- Aleksandra Rojek (obój)
- Adrian Janda (klarnet)
- Leszek Wachnik (fagot)
- Tomasz Bińkowski (waltornia)
- Leszek Lorent (perkusja)
- Anna Marchwińska (fortepian/czelesta)
- Anna Sikorzak-Olek (harfa).